# 小寺源吾
小寺 源吾（こでら げんご、1879年（明治12年）9月7日 - 1959年（昭和34年）6月15日）は、日本の実業家。大日本紡績（ニチボー・ユニチカの前身）元社長。旧姓は西松。養家・小寺家共々岐阜県出身。（『小寺源吾別荘 (「世界の有名な別荘地#日本#兵庫県」の節)』、「日本一の富豪村・住吉村の本邸」も参照）

## 経歴
岐阜県平民西松権兵衛の三男にして西松喬の実弟。兵庫県及岐阜県士族・小寺成蔵の婿養子となった。1903年4月、慶應義塾大学部理財科を卒業。
同年尼崎紡績に入社。1918年、大日本紡績取締役となる。
1936年、綿業会館（日本綿業倶楽部）で開催された臨時株主総会の決議により同社社長に就任した（58歳）。翌1937年4月26日、欧米訪問経済使節団の一員として5か月間、米国、英国およびヨーロッパへ外遊する。この経済使節団の任務は、さきに来日した英国、米国の使節への答礼と、この年の6月にベルリンで開催される予定の国際商業会議所の第9回総会に日本国内委員会を代表して出席するとともに、当時各国が保護貿易を唱えて困難を加えつつあった国際貿易問題について、歴訪諸国の官民有力者と接触し、重要問題について隔意のない懇談をすることであった。
社長在任中に大日本紡績を岸和田人絹・岸和田紡績と合併させ、帝国人絹への資本参加（大日本紡績南大垣工場と帝国人絹株式5万株等との交換）も実現した。小寺はさらに、大日本紡績と帝国人絹を合併させ「大日本帝国紡績人絹」にする目論見のもと、尊敬する帝国人絹社長の久村清太

邸宅を3度くらい訪問したという。
1946年9月、会長に就任。同年12月に辞任。その後公職追放となり、1950年（昭和25年）に追放解除。
この間、日華産業代表取締役、日本レイヨン、新日本レイヨン、国策パルプ各取締役、日伯綿花、大阪商事各監査役、興銀参与理事。日経連、大阪商工会議所顧問などを務めた。

## 人物
趣味は園芸、書画。宗教は真宗大谷派。兵庫県在籍。族籍は兵庫県平民。1916年、分家して一家を創立した。広い本邸は、住吉村、近所には、すぐ南に、同じ岐阜県出身の元東京海上火災専務・元川崎造船社長・元文部大臣・甲南大学等の創立者である平生釟三郎邸（現・甲南学園 平生記念館）、すぐ北に、阪急御影駅南東横の一等地の広大な敷地を美しい御影石の塀で取り囲んである朝日新聞社創業家村山家邸宅（その敷地の一部が香雪美術館）があり、一方では、ヴォーリズ設計の西洋館の別邸（現・太田酒造貴賓館）は、深江文化村と呼ばれた地区にあった。

## 邸宅

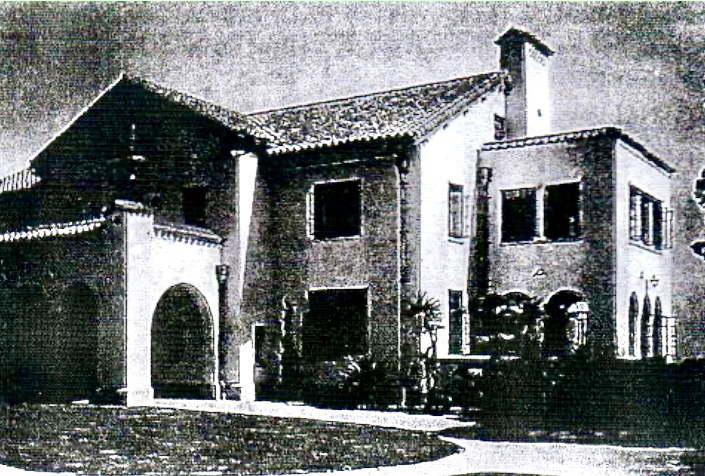
小寺源吾邸（住吉村）

日本一の富豪村とよばれた住吉村にあった。同村には、親族の小寺敬一邸、同郷の平生釟三郎邸があった。

## 系譜
- 養父 - 成蔵（素封家、大日本紡績監査役）[13]
  - 妻 - ひさ（敬一の姉）[13]
    - 次男 - 大次郎（三井銀行勤務）[13]
    - 長女 - すみ（甲南高等女学校出身）[13]
    - 三男 - 熊三郎（京都帝国大学理学部化学研究室勤務、岳父に大幸勇吉）[13]
    - 四男 - 武四郎（第10代学校法人関西学院院長、元関西学院大学学長および経済学部教授）[13]
    - 五男 - 五郎（東京帝国大学農芸化学科出身）[13]
    - 六男 - 新六郎（慶應義塾大学出身、ユニチカ社長）[13]

  - 義弟 - 敬一（関西学院高等商業学部教授、大丸百貨店監査役、神戸ゴルフ倶楽部理事）